# Angela Eckert
Pour les articles homonymes, voir Eckert.
Angela Eckert est une actrice américaine que l'on retrouve à deux reprises aux côtés de M. Night Shyamalan.

## Filmographie
- 2000 : Mortality
- 2000 : Incassable
- 2002 : Hello Girls
- 2002 : Signes
- 2005 : Lady Liberty